# 滋陽戰鬥
滋陽戰鬥發生於1939年11月29日，地點則是在中國魯南滋陽一帶。是抗日戰爭主要戰鬥之一，交戰一方為中華民國國民革命軍，另一方則為日軍。